# Le Barc de Boutteville
Le Barc de Boutteville, du nom de son propriétaire, est une galerie d'art parisienne d'avant-garde active à la fin du XIXe siècle.

## Historique
Ancien armateur normand du côté de Dieppe, Louis Léon Lebarc (1837-1897) devient sur le tard, un marchand de tableaux anciens, puis sur les conseils de Paul Vogler, à partir de 1891, il s'intéresse aux jeunes peintres contemporains. Il avait ajouté le nom et la particule de son épouse Marie-Blanche de Boutteville, avec laquelle ils s'étaient installés à Pierrefitte-sur-Seine où il recevaient artistes et critiques, et où il possédait même une fabrique de moutarde,.
Sa galerie était située à Paris au numéro 47 de la rue Le Peletier et était l'un des rares endroits où les jeunes artistes d'avant-garde étaient invités à présenter leurs œuvres au public, cela après la mort de Theo van Gogh (qui travaillait pour Goupil & Cie) et avant qu'Ambroise Vollard n'ouvre les portes de sa galerie. Entre décembre 1891 et la mort de Le Barc de Boutteville en octobre 1897, quinze expositions intitulées Peintres impressionnistes et symbolistes eurent lieu.
En 1892-1893, de jeunes gens comme Alfred Jarry, Léon-Paul Fargue, Fabien Launay, entre autres, fréquentent cette galerie et nouent parfois des relations avec les peintres exposés.
Après avoir été reprise par l'encadreur Charles Dosbourg, elle ferme en 1899.

## Les expositions
1892

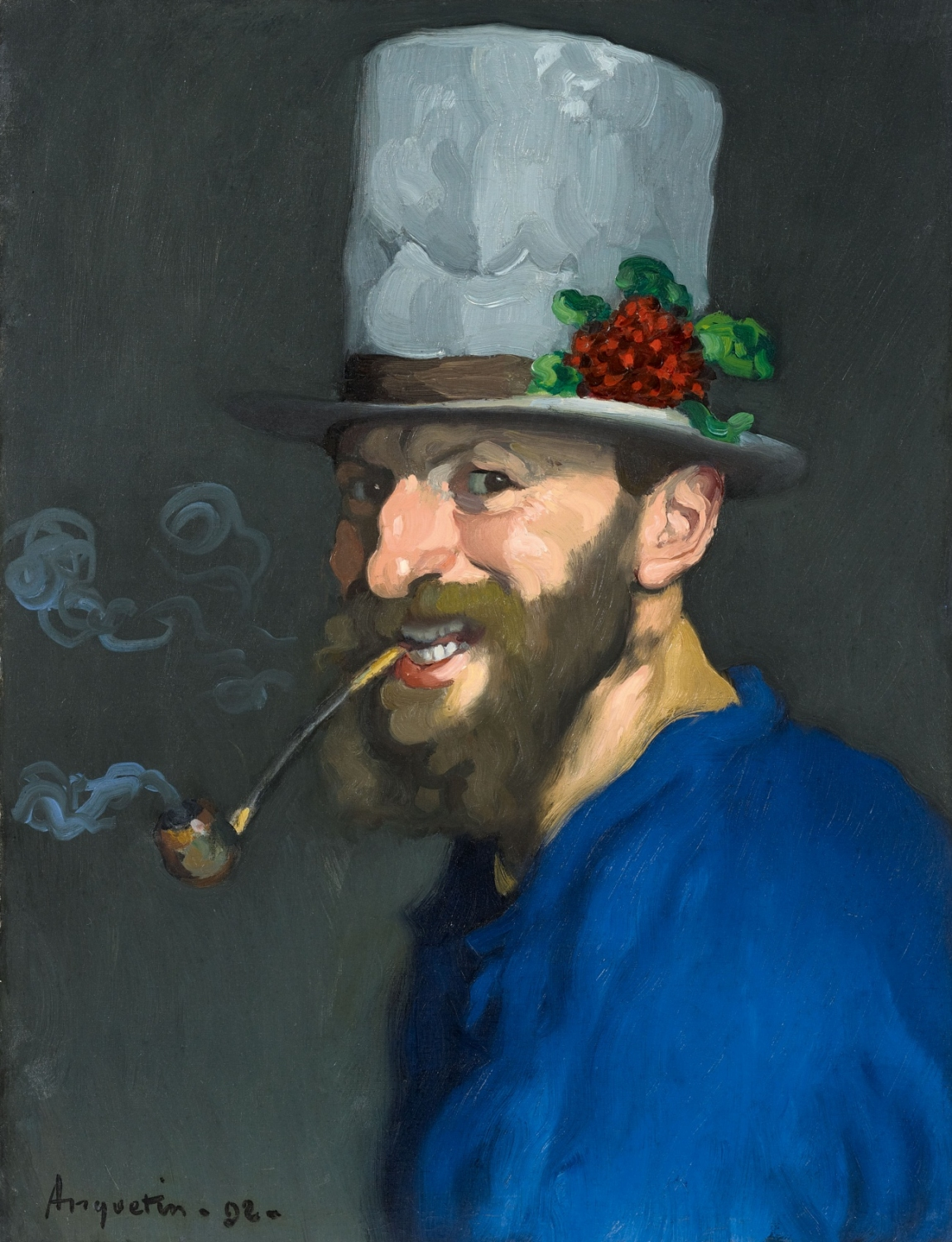
Louis Anquetin : Autoportrait à la pipe, présenté en novembre 1892.

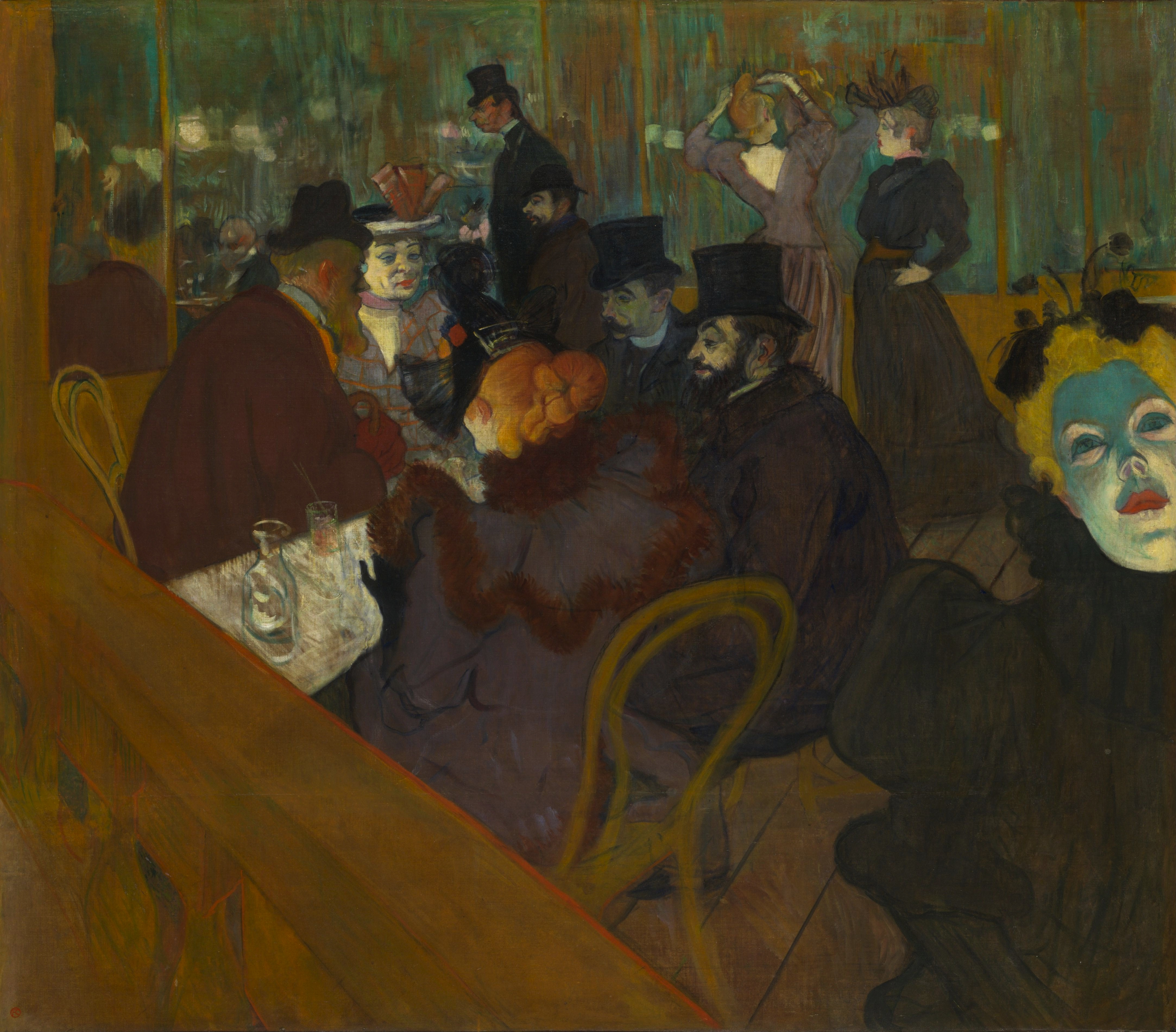
Toulouse-Lautrec : Un coin du Moulin Rouge, présenté en juillet 1894.

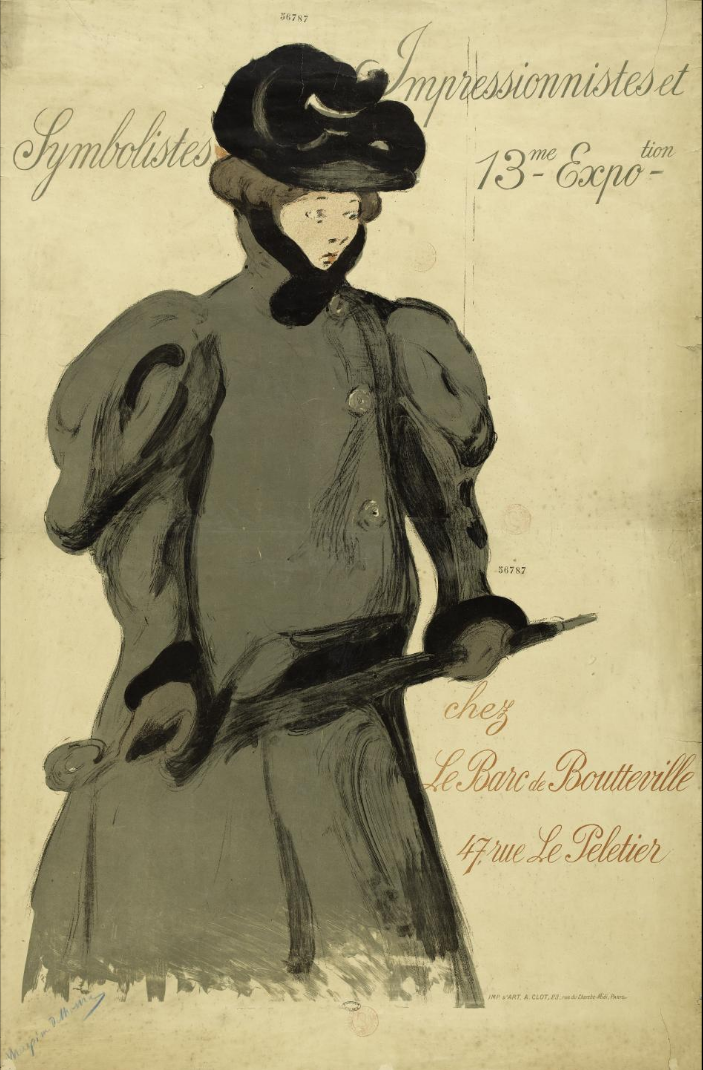
Maxime Dethomas : affiche pour la 13e exposition des peintres impressionnistes et symbolistes (lithographie, 1896).

- Peintres impressionnistes et symbolistes, première exposition, décembre 1891 à janvier 1892

Paul Vogler, Maurice Denis, Émile Bernard, Jean Francis Auburtin, Pierre Bonnard, Charles-Marie Dulac, Léon Giran-Max, Auguste Lepère, Henri Paillard, Paul-Élie Ranson, Louis Roy, Toulouse-Lautrec, Paul Signac, Willette et Manet
- Exposition de seize toiles peintes par Van Gogh, catalogue gravé sur bois par Émile Bernard, circa avril
- Peintres impressionnistes et symbolistes, deuxième exposition, introduction par Gabriel-Albert Aurier, en été (sans date précise)

Louis Anquetin, Bernard, Bonnard, Denis, Charles Filiger, Maximilien Luce, Henry Moret, Camille Pissarro, Ranson, Paul Sérusier, Signac, Toulouse-Lautrec
- Peintres impressionnistes et symbolistes, troisième exposition, introduction par Gaston Lesaulx, du 15 novembre à (au moins) janvier 1893[4]

Fernand Piet, Georges de Feure, Anquetin, Brindeau, Jules Chéret, Denis, Henri-Gabriel Ibels, Toulouse-Lautrec, Giran-Marx, Gustave Leheutre, Roy
1893
- Peintres impressionnistes et symbolistes, quatrième exposition, introduction par Camille Mauclair, ouverture le 10 mars (sans date précise)
- Les Portraits du prochain siècle, à partir du 20 août (sans date précise)
- Peintres impressionnistes et symbolistes, cinquième exposition, introduction par Camille Mauclair, hiver (sans date précise)

Denis, Ibels, Marc Mouclier, Ranson, Ker-Xavier Roussel, Sérusier, Félix Vallotton, Bonnard et Édouard Vuillard.
1894
- Maufra : Œuvres récentes, introduction par Frantz Jourdain, 18 janvier - 18 février
- Peintres impressionnistes et symbolistes, sixième exposition, introduction par Camille Mauclair, à partir du 2 mars

Jeanne Jacquemin, paysages de Firmin Maglin (1867-1946), Alphonse Osbert, Charles Guilloux et études de Maufra, Maxime Dethomas, Gauguin, Cattet, etc.
- Peintres impressionnistes et symbolistes, septième exposition, introduction par René Barjean, à partir du 10 juillet

Osbert, François Guiguet, Louis Collin, Henry de Groux, Henry Bouvet, Georges Sainte-Fare Garnot, Ibels, Toulouse-Lautrec, Maufra, Piet, Dethomas, Jacquemin, Roy, Chéret, Eva Lowstadt, etc.,
- Peintres impressionnistes et symbolistes, huitième exposition, sans catalogue, à partir du 8 novembre

Georges d'Espagnat, Roy, Cottet, Maufra, Anquetin, Charles Angrand, Dethomas, Toutouse-Lautrec, Moret, Mailland, Guilloux, Durrio, Ferdinand Deconchy, Eric Forbes-Robertson, Jean Peské, De Groux, Theodore Earl Butler, Eugène Antoine Durenne, Roussel, Collin, Maglin, Sérusier, etc.,
1895
- Armand Seguin : Œuvres nouvelles, introduction par Paul Gauguin, février à mars
- Peintres impressionnistes et symbolistes, neuvième exposition, introduction par Maurice Denis et affiche de Mouclier, à partir du 27 avril

Moret, Gustave Loiseau, Dethomas, Piet, Manuel Robbe, D'Espagnat, Léon Fauché, Guilloux, Fabien Launay, Leheutre et Guiguet.
- Ignacio Zuloaga : Espagne blanche, 1er-19 juin[13]
- Peintres impressionnistes et symbolistes, dixième exposition, sans catalogue, septembre

Leheutre, Dethomas, D'Espagnat, Eric Forbes-Robertson, Loiseau, Aristide Maillol, Peské, Bourdin [?], Angrand, Anquetin, etc.
- Franz Melchers, introduction par Maurice Maeterlinck, à partir du 15 novembre

1896
- Peintres impressionnistes et symbolistes, onzième exposition, introduction par René Barjean, à partir du 20 janvier

Dethomas, Piet, Roussel, Giran-Max, D'Espagnat, Georges Alfred Chaudet, Louis Hayet, Sérusier, Félix Voulot, etc.
- Exposition de tableaux et pochades, du 17 février au 16 mars

Bouvet, Boyer, Brindeau, Cailliot, Cassard, Chevalier, Martin, Nobillet, Picquefeu, Waidmann.
- Dulac, introduction par Henry Cochin, 11 mai au 4 juin
- Peintres impressionnistes et symbolistes, douzième exposition, introduction par Armand Seguin, à partir du 21 juillet
- Peintres impressionnistes et symbolistes, treizième exposition, introduction par Louis Roy, à partir du 26 décembre, affiche signée Dethomas

1897
- Pablo Uranga, à partir du 3 mars
- Peintres impressionnistes et symbolistes, quatorzième exposition, introduction par Louis Roy, à partir du 25 juin
- Peintres impressionnistes et symbolistes, quinzième exposition, chez Charles Dosbourg, Galerie Le Barc de Boutteville, introduction par Frédéric Cordey, à partir du 1er décembre

1898
- Exposition Ricard Canals et Nonell-Monturiol, deux artistes catalans présentés par Fabrice Delphi, chez Dosbourg, Galerie Le Barc de Boutteville, du 15 au 31 janvier[17]
- Exposition des œuvres de Georges Lanoë, peintre de paysages, chez Dosbourg, Galerie Le Barc de Boutteville, du 18 avril au 15 mai[18]
- Marie Naylor, exposition dédiée[19].

1899
- Tableaux, sculptures et meubles de M. Octave Volant, du 15 au 31 janvier[20]
- Peintures et dessins de Georges-Léopold Mita, au 15 au 30 juin[21]